# Berrioplano
Berrioplano (em castelhano) ou Berriobeiti (em basco) é um município da área metropolitana de Pamplona, a capital da Comunidade Foral de Navarra, Espanha. Faz parte da merindade de Pamplona, da comarca da Cuenca de Pamplona. Tem 26,03 km² de área e em 2021 tinha 7 468 habitantes (densidade: 286,9 hab./km²).
O município está dividido em 10 concelhos (concejos): Aizoáin, Añézcar, Artica, Ballariáin, Berrioplano (capital administrativa), Berriosuso, Elcarte, Larragueta, Loza e Oteiza de Berrioplano.

## Toponímia
Num documento de 1205 aparece o topónimo "Berrio" associado a uma zona situada a noroeste da cidade de Pamplona. Esse topónimo é geralmente relacionado com a palavra castelhana barrio (bairro) e com a palavra basca berri (novo). O filólogo Alfonso Irigoyen propôs uma explicação antroponímica para o topónimo, pensando que poderá derivar do hipotético nome de um senhor primitivo chamado Ferrino (->Ferrio->Berrio), uma evolução fonética que é consistente e possível segundo os filólogos.
No Libro de Rediezmo[a] de 1268 são nomeadas três povoações com o nome de Berrio: Berruoçarr (atualmente Berriozar), Berrio de Sus (Berriosuso) e Berrio de Ius (Berrioplano). O nome de Berriozar provém de Berrio zahar (bairro velho em basco), pelo que se crê que foi a primeira das três povoações e quiçá foi a que se chamou simplesmente de Berrio até ao aparecimento das outras duas.
Berriosuso e Berrioplano situam-se uma junto à outra, estando a primeira a uma altitude ligeiramente maior que a segunda (465 m e 454 m, respetivamente). Suso é um advérbio castelhano caído em desuso que significa "acima", pelo que Berriosuso significa "Berrio de cima". O antónimo de suso é yuso (abaixo), mas no caso de Berrioplano, que aparece como "Berrio de Ius" a primeira vez que é mencionado em documentos escritos, o termo "yuso" ou "yus" foi substituído por "plano", que pode ter o mesmo significado que "yuso" e é típico do romance navarro. Os nomes bascos de ambas as localidades foram conservados no vale próximo de Ultzama, onde se encontram os topónimos Berriogoiti e Berriobeiti, literalmente "Berrio de cima" e "Berrio de baixo".
Em 1991, quando o município de Cendea de Ansoáin foi extinto para dar lugar a dois novos municípios, à falta de melhor nome optou-se por batizar como Berrioplano o município formado com 10 dos 12 concelhos do extinto, por ser esse o nome da localidade escolhida para o estabelecimento do ayuntamiento.

## História
O município de Berrioplano foi criado a 14 de março de 1991. Até então o território que o constitui fazia parte do município de Cendea de Ansoáin, que agrupava 12 pequenas aldeias da periferia rural da cidade de Pamplona. A partir da década de 1960 começaram a ser criados bairros-dormitório da capital navarra nos terrenos de algumas dessas aldeias (Berriozar Nuevo e Ansoáin Nuevo). Isso trouxe grandes desequilíbrios dentro do municípiom que passou a incluir núcleos de tipo urbano cuja população superava largamente os núcleos rurais tradicionais da Cendea de Ansoáin.
No início da década de 1990 foi levada a cabo uma reorganização do município. O concelho de Ansoáin, que com os seus novos bairros tinha mais de 5 000 habitantes, foi separado do município de Cendea de Ansoáin e em outubro de 1990 foi convertido num município independente. As restantes localidades do município viram-se forçadas a mudar o nome do município, já que não era prático que ele se continuasse a chamar Ansoáin quando a povoação que tinha esse nome era precisamente a que se tinha separado. Além disso, Berriozar, também com mais de 5 000 habitantes, encontrava-se numa situação similar à da localidade de Ansoáin, já que a sua população era praticamente o dobro da do resto do município. Isso levou a que em março de 1991 fossem criados dois novos municípios (Berriozar e Berrioplano) extinguindo e dividindo o de Cendea de Ansoáin. O primeiro é composto pela localidade de Berriozar e o segundo pelas restantes localidades que formavam a Cendea de Ansoáin. O nome do segundo deve-se a que é em Berrioplano que se encontra a sede do ayuntamiento.
Apesar de ser a capital, Berrioplano não é a maior povoação do município. mas sim Artica, um enclave do município de Berrioplano dentro do município de Ansoáin. Por estar muito próximo de Pamplona, Artica assiste atualmente (2011) a um desenvolvimento urbanístico semelhante ao que ocorreu no passado em Berriozar e Ansoáin, pelo que é possível que a médio prazo se transforme num município independente.

## Demografia
| Povoação              | População |
| --------------------- | --------- |
| Aizoáin               | 389       |
| Añézcar               | 207       |
| Artica                | 2 659     |
| Ballariáin            | 18        |
| Berrioplano           | 644       |
| Berriosuso            | 704       |
| Elcarte               | 21        |
| Larragueta            | 81        |
| Loza                  | 63        |
| Oteiza de Berrioplano | 66        |

| 1996  | 1998  | 2000  | 2002  | 2004  | 2006  | 2008  | 2010  | 2021  |
| 1 057 | 1 038 | 1 213 | 1 345 | 1 641 | 2 347 | 3 671 | 4 852 | 7 468 |
|       | 1,8%  | 16,9% | 10,9% | 22%   | 43%   | 56,4% | 32,2% | 53,9% |